# Monumento a los Caídos (Santa Cruz de Tenerife)
El Monumento a los Caídos es un monumento situado en la Plaza de España de Santa Cruz de Tenerife, en la isla de Tenerife, España. Es uno de los varios monumentos erigidos a lo largo del país que sirven como monumento a los fallecidos del bando sublevado de la guerra civil española.
La idea del monumento fue concebida tras la guerra civil española (1936-1939) e impulsada por el capitán general de Canarias Francisco García-Escámez.  Se formuló inicialmente como «Monumento a los Caídos de Santa Cruz en la Guerra de Liberación Nacional». El proyecto ganador del concurso arquitectónico para el monumento fue el de Tomás Navarro, mientras que el escultórico corresponde a Enrique Cejas Zaldívar y Alonso Reyes Barroso, y consistió en un conjunto de 25 metros de altura con forma de cruz, un basamento y una cripta. Tiene cuatro elementos escultóricos principales: una alegoría de la Patria sosteniendo al soldado caído, una figura femenina alada que representa la Victoria y dos soldados empuñando una espada, representando el valor cívico y militar.  Las esculturas están hechas de bronce y basalto.  El monumento también presenta algunos relieves laterales de Cejas Zaldívar.
Fue inaugurado el 17 de febrero de 1947 durante un acto al que asistió García-Escámez, Domingo Pérez Cáceres, Luis Carrero Blanco y el Intendente de Santa Cruz Cándido Luis García Sanjuán.
Las obras de construcción habrían utilizado mano de obra forzada a través de presos políticos. Según un estudio encargado por el gobierno local en 2019, el monumento viola la Ley de Memoria Histórica, por lo que necesitaría pasar por un proceso de «resignificación».